# Ghost Bath
A Ghost Bath (szó szerinti jelentése: "Szellemfürdő") egy black metal zenekar. A tagok kiléte ismeretlen. Kínaiaknak vallják magukat, és teljes névtelenségbe burkolóznak. Az évek során kiderült, hogy Dennis Mikulának hívják a frontemberüket és amerikai származásúak. Mivel kínai zenekarnak vallják magukat, a sajtó eleinte tényleg azt hitte, hogy kínai együttesről van szó.

## Története
2012-ben alakultak meg az észak-dakotai Minot-ban. Dalaikra jellemző a depressziós és melankolikus hangulat. Fennállásuk alatt több stílus is került zenéjükbe, például post-metal vagy post-hardcore. A tagok elmondták, hogy a "Ghost Bath" név "öngyilkosság elkövetése fürdővízbe való merülés által". 2016-ban és 2017-ben
Magyarországon is felléptek a Dürer Kertben. A black metal rajongók körében közutálatnak örvend a Ghost Bath, sokan "pózernek" és "szánalmas"-nak tartják az együttest, illetve a régebb óta jelen lévő Alcest, Deafheaven és Wolves in the Throne Room zenekarok utánzatának tartják. A kritikusok is általában negatív jelzőkkel illetik a zenekart.

## Diszkográfia
- Ghost Bath (EP, 2013)
- Funeral (stúdióalbum, 2014)
- Moonlover (stúdióalbum, 2015)
- Starmourner (stúdióalbum, 2017)